# Casas Fuertes (Almería)
La Casa Fuerte de la Cruceta, conocida más comúnmente como Casas Fuertes, es una fortaleza defensiva costera situada en el término municipal de Almería, en la provincia de Almería (España).

## Historia y descripción
Terminada de construir en 1773 para alojamiento de las tropas de caballería, se trata de la más occidental de las fortalezas defensivas levantadas en el siglo XVIII a instancias de Carlos III para la defensa del Levante Almeriense y en concreto del cabo de Gata. Se abastecía de agua proveniente del cercano Pozo de las Amoladeras.
En la década de 1830 el fuerte fue abandonado por el ejército, pero en 1857 se convirtió en un acuartelamiento de los Carabineros, cuerpo encargado de la vigilancia de costas y fronteras. En 1941, tras la disolución de los Carabineros, el fuerte pasó a ser ocupado por la Guardia Civil.